# Кфар-Эцион
Кфар-Эцио́н (ивр. כְּפַר עֶצְיוֹן‎) — израильское поселение (структурно — кибуц, принадлежащий к кибуцному движению ха-Поэль ха-Мизрахи) в Иудее, входящее в состав местного совета Гуш-Эцион.

## Географическое положение
Кфар-Эцион расположен в Хевронских горах в десяти километрах к юго-западу от Вифлеема. Поселение связано с Иерусалимом шоссе № 60 и с Бейт-Шемешем шоссе № 38. К северо-востоку от Кфар-Эциона расположены развалины Наби-Закария, отождествляемые с городом Бейт-Закария хасмонейского периода.

## История
В 1927 году на месте современного Кфар-Эциона было основано еврейское поселение Мигда́л-Э́дер. Основателями поселения были религиозные евреи из Иерусалима. Поселение было покинуто в результате арабских волнений 1929 года. Беженцам удалось укрыться в соседней арабской деревне Бет-Умар, но само поселение было сожжено и разграблено.
В начале 1930-х годов земли покинутого поселения были приобретены и расширены Шмуэлем Цви Хольцманом, планировавшим разведение на этой территории тропических и субтропических сельскохозяйственных культур, а также устройство горных курортов. Получившейся территории было дано общее название «Гуш-Эцион» (блок Эцион), где второе слово представляло собой ивритизированную версию фамилии Хольцман. Позднее земли общей площадью 840 гектаров были проданы Еврейскому национальному фонду, но их освоение прервали новые арабские волнения, вспыхнувшие в 1936 году.
В 1943 году религиозные выходцы из Польши основали Кфар-Эцион, первое поселение блока. В это время хозяйство Кфар-Эциона основывается на выращивании саженцев и ремесленных производствах. Впоследствии, в 1945-1947 годах, рядом с Кфар-Эционом были основаны ещё три кибуца: Массуот-Ицхак, Эйн-Цурим и Ревадим (два первых, как и Кфар-Эцион, основаны религиозными евреями, третий принадлежал к марксистскому движению «Хашомер-Хацаир»).

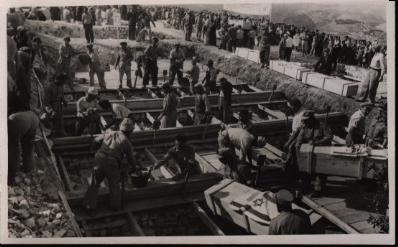
«Конвой 35-ти». Подготовка к захоронению погибших. Январь 1948

В ходе первого этапа конфликта 1947—1949 годов арабские формирования пытались отрезать Иерусалим от прибрежных районов страны, выделенных под еврейское государство. Кфар-Эцион и другие кибуцы Гуш-Эциона, общее население которых составляло примерно 480 человек, играли важную роль в прорывах блокады Иерусалима и предотвращении продвижения арабских войск со стороны Хеврона. Стычки и перестрелки стали постоянными, и руководство блока приняло решение эвакуировать в Иерусалим женщин и детей. К январю 1948 года Гуш-Эцион был блокирован арабами. Попытка разблокировать Гуш-Эцион оказалась неудачной, направленный на помощь отряд из 35 бойцов «Хаганы» — Отряд Ламед-Хей — был полностью уничтожен. В марте большому конвою с припасами удалось пробиться в Гуш-Эцион и забрать раненых, но на обратном пути он был перехвачен арабами. 14 или 15 участников конвоя погибли, остальные были отпущены после вмешательства британской стороны.

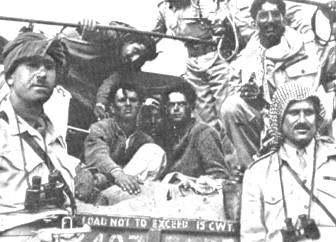
Майор Арабского Легиона Абдула Телль с пленными защитниками Гуш-Эциона; ~ 13 мая 1948

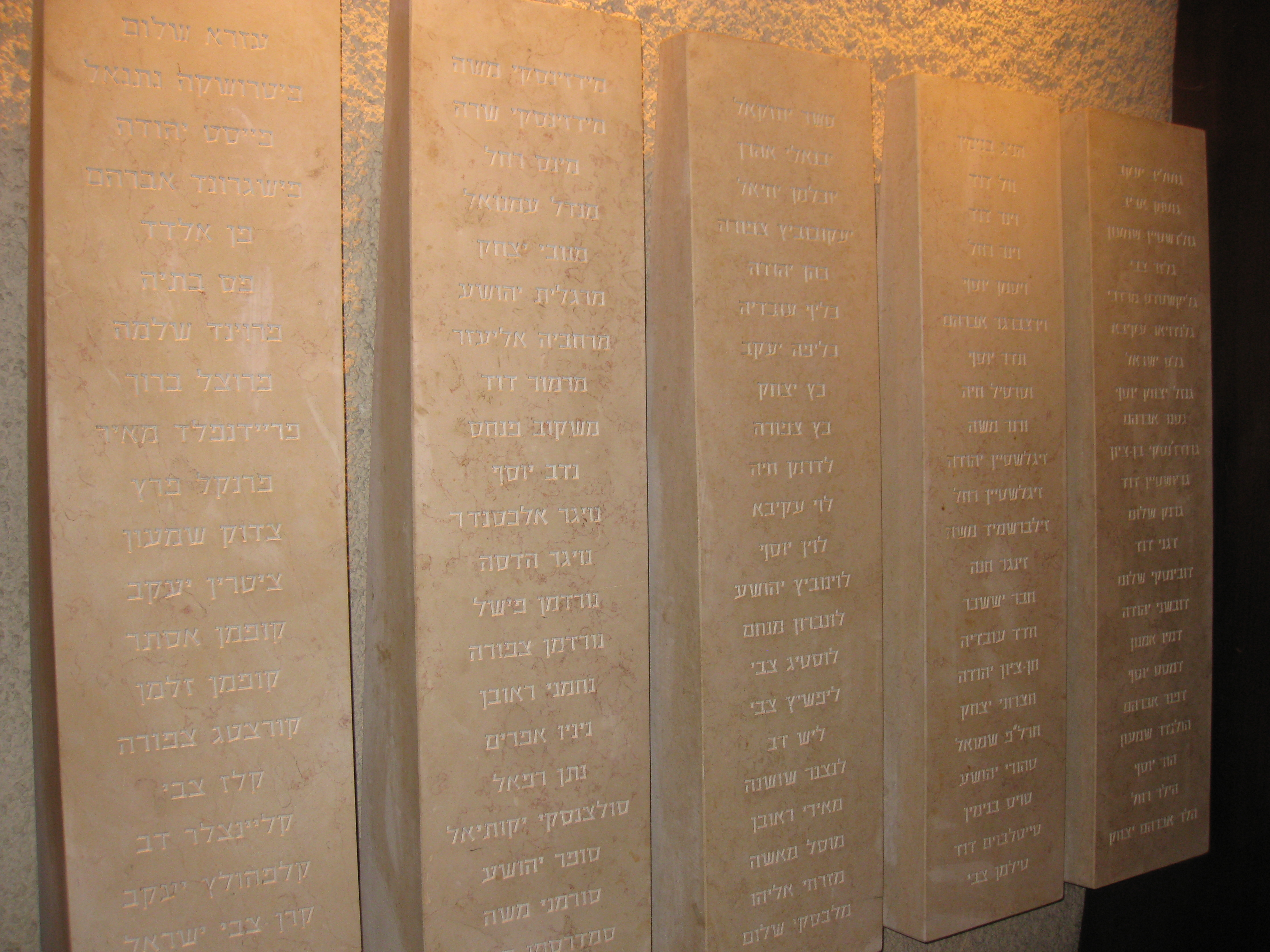
Мемориальные плиты с именами погибших жителей Кфар-Эциона в местном музее

12 мая 1948 года, накануне окончания срока действия британского мандата, арабские иррегулярные формирования при поддержке Арабского легиона начали решительный штурм Кфар-Эциона. После того, как на следующий день оставшиеся защитники кибуца были захвачены в плен, они были под крики «Дейр Ясин!» перебиты, включая раненых и медперсонал (Бойня в Кфар-Эцион (англ. Kfar Etzion massacre)). Спастись удалось только четверым. По свидетельствам некоторых из выживших, в уничтожении пленных приняли участие солдаты Легиона. Общее число жителей, убитых в ходе штурма и после него, составило 128 человек, а общее число погибших во всех четырёх кибуцах, включая жителей и бойцов «Хаганы» — от 151 до 240 человек. Остальные три киббуца сдались только после того, как на место прибыла миссия Красного Креста. Несколько месяцев их жители провели в трансиорданских лагерях, хотя официально к тому моменту Трансиордания ещё не вступила в войну. Сами киббуцы были разграблены и сожжены.
На землях блока Гуш-Эцион до 1967 года располагался иорданский военный лагерь, а также лагерь беженцев Дехейше. Уцелевшие жители остальных трёх кибуцев основали новые поселения с теми же названиями в южной части прибрежной полосы Израиля. После Шестидневной войны Кфар-Эцион был снова заселён евреями, в том числе теми, кто там родился в сороковые годы, хотя этот шаг и оценивался как противоречащий международному праву и высказывались опасения, что он будет воспринят как аннексия территорий. Впоследствии рядом был основан ещё ряд поселений, в том числе два посёлка городского типа — Эфрат и Бейтар-Илит. Общее население Гуш-Эцион в 2004 году составляло около 44 тысяч человек, из которых население Кфар-Эциона составляло менее одного процента.

## Хозяйство
Основными отраслями хозяйства в Кфар-Эционе являются птицеводство, выращивание овощей и фруктов, а также промышленное производство мебели, газовых нагревательных приборов и декоративных свечей. Компания «Мофет Эцион», расположенная в Кфар-Эционе, занимается разработкой личного защитного вооружения (в частности, бронежилетов), а также элементов лёгкой брони для армейской техники. Бронёй, разработанной на «Мофет Эцион», оснащаются амфибийные машины EFV Корпуса морской пехоты США, а также бронемашины «Страйкер» войск США в Ираке.
В кибуце существует также туристическая индустрия. В Кфар-Эционе действует краеведческий центр и музей Гуш-Эциона. Гостей Кфар-Эциона готов принять хостел на 45 номеров; для любителей более экзотического отдыха разбит городок бедуинских палаток, рассчитанный на 250 человек.

## Население
По данным Центрального статистического бюро Израиля, население на начало 2020 года составляло 1 156 человек.